# Эльцберг, Роберт Генрихович
Ро́берт Ге́нрихович Э́льцберг (также: Эрнест-Роберт-Генрих Эльцберг) (13 ноября 1843, Митава — 9 января 1929 Тверь) — российский деятель лесного хозяйства, действительный статский советник, глава губернского Лесного комитета в Твери, занимавшийся охраной лесов Верхней Волги; губернский гласный.

## Биография
Роберт Генрихович Эльцберг родился в Митаве 1/13 ноября 1843 года в семье служившего в Рённенском лесничестве в Курляндской губернии (территория нынешней Латвии) титулярного советника Генриха Эльцберга (-1855) и Оттилии Фабиан (1815—1886).
Он своим родным языком до конца жизни считал немецкий, хотя и прожил всю жизнь в России.

Роберт Генрихович своей трудовой стезёй избрал дело отца: он окончил Императорский лесной институт в Санкт-Петербурге и прошёл в Лесном ведомстве все ступени служебной лестницы, от самой низшей, и до должности главы губернского Лесного комитета в Твери. Он занимался охраной лесов всей Верхней Волги.
Семья несколько раз переезжала:
- Петрозаводск,
- Вятка (там Эльцберг возглавлял вятскую Контору государственных имуществ)
- Тверь.

Роберт Генрихович Эльцберг имел чин действительного статского советника; вплоть до 1917 года он состоял в Твери губернским гласным (с 1891 г.).
Был он заядлым охотником: ещё в Петрозаводске входил в правление Общества охотников, а в Твери стал одним из трёх его старшин и казначеем. Эльцберга знали и как автора научных трудов, и как изобретателя горно-таёжных лыж оригинальной конструкции, — в общем, как человека творческого, с широким кругом интересов. Одним из его увлечений была археология — Роберт Генрихович состоял в Твери действительным членом Общества любителей археологии и естествознания.

### Семья
- Жена: Ольга Романовна.
- четверо сыновей и трое дочерей; двое из сыновей, Роберт и Евгений, получили высшее техническое образование и стали инженерами-механиками:
  - Роберт работал директором писчебумажной фабрики в Калужской губернии,
  - Евгений[5] — инженером-механиком на Балтийском заводе в Санкт-Петербурге, где писал научные работы по устройству судовых механизмов.
  - Дочь Ольга закончила Высшие женские естественно-научные курсы в столице и преподавала в гимназии географию и космографию.
  - Дочь Иоганна Эльцберг (1882—1969) — мать Глеба Голубева, писателя, журналиста и публициста.

### Награды
- Кавалер ордена Святого Станислава II-ой степени (1878)
- Кавалер ордена Святой Анны II-ой степени (1882)
- Кавалер ордена Святого Владимира III-ей степени (1897)
- Знак отличия беспорочной службы за XL лет (1908)
- Звание «Герой Труда»[6] Тверского Союза Работников земли и леса[7]